# Каліграфіті

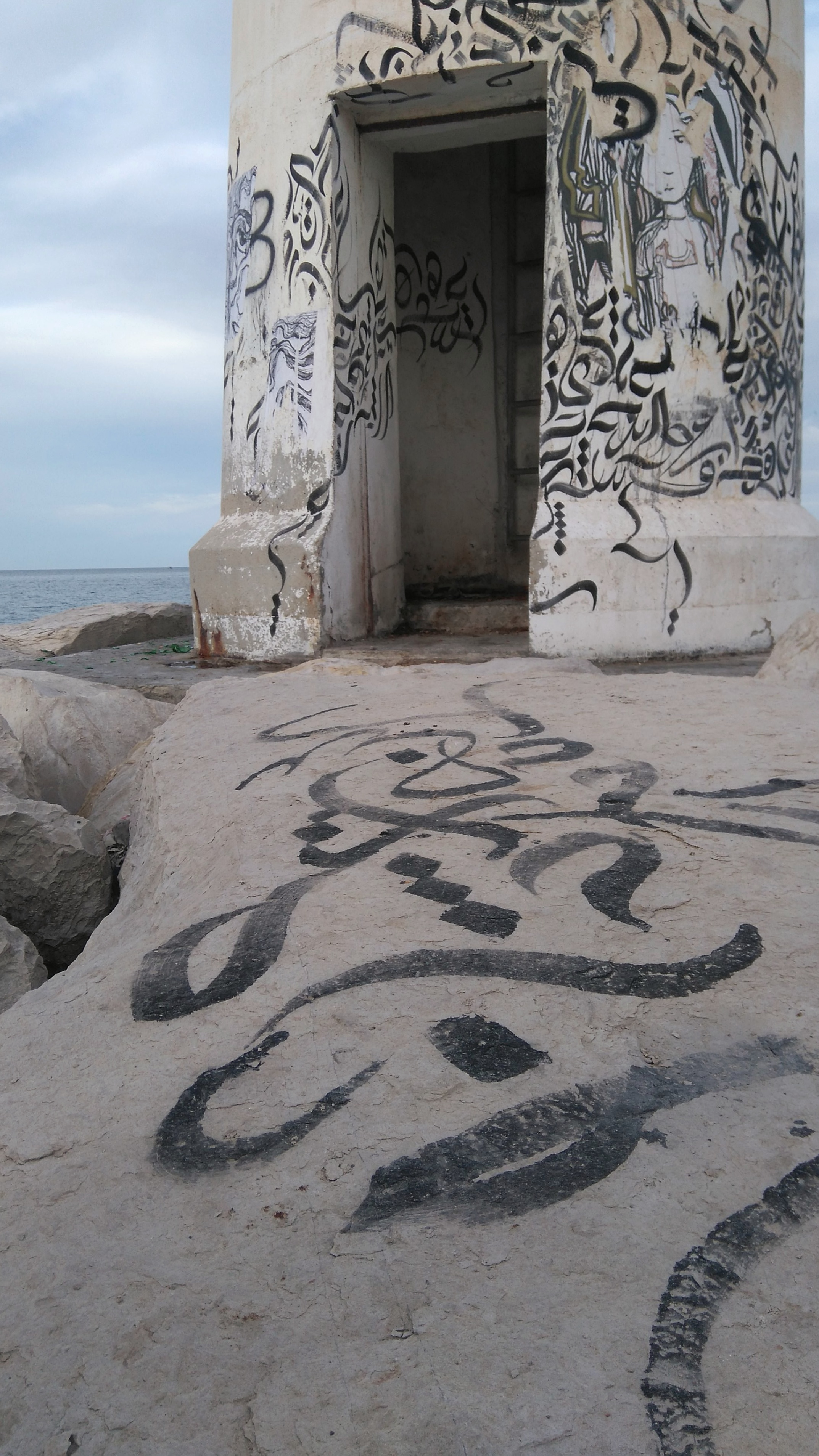
Каліграфіті в риболовецькому порту Саяд (Туніс), лютий 2017 року.

Каліграфіті — художній стиль, що поєднує в собі каліграфію, типографіку і графіті. Його класифікують як абстрактний експресіонізм або абстрактний вандалізм. Каліграфіті — візуальне мистецтво, що поєднує літери в композиції, намагається передати глибший сенс. Каліграфіті виступає як експеримент з естетикою, як провокаційне мистецтво, яке змішує традицію і точність з сучасним самовираженням.

## Визначення і коротка історія
Походження терміна «каліграфіті» залишається неясним. Голландському художнику Нільса Шу Мельману помилково приписують авторство терміна, яке він використовував у 2007 році для назви своєї персональної виставки. Мельман описує каліграфіті як «шлях перетворення мистецтва вулиці в інтер'єр музеїв, галерей і апартаментів».
Термін каліграфіті з'явився як мінімум за 30 років до виставки Мельмана. Канадський художник Брайон Гайсин використовував його у своїй виставці «Каліграфіті вогню», що проходила в Галереї Самі Кінж в Парижі з 19 квітня по 19 травня 1986 року, а також як назва книги, що супроводжувала цю виставку. Термін також згадується в книзі про постмодернізм Spirits Hovering Over the Ashes: Legacies of Postmodern Theory Х. Л. Хікса, опублікованій в 1995 році.
Йорданський художник і мистецтвознавець Відждан Алі також використовувала термін «калліграфіті» в своїй книзі 1997 року Modern Islamic Art: Development and Continuity для опису стилю мистецтва Близького Сходу і Північної Африки з середини XX століття. Вона визначила каліграфіті як використання звичайного листа, де робота художника складається з персоналізації свого почерку в сучасної композиції. Вона виступала за використання цього терміна, так як вважала цей тип мистецтва натхненним каліграфією, а також близьким до стилю графіті-художників. У цьому стилі першими стали працювати художники Хасан Массуд, Хоссейн Зендеруді і Парвіз Танаволі. Вона також визначає каліграфіті як особливий стиль в школі каліграфічного мистецтва.
Стиль відрізняється від інших стилів каліграфічного мистецтва тим, що воно не має правил, а художникам не потрібно формальне навчання. У той час як традиційна каліграфія в ісламському світі пов'язана суворими правилами, каліграфітісти дозволяють собі змінювати і деконструювати літери, а також творчо поєднувати їх з іншими символами. Вони не обмежуються використанням реальних букв, виходять за рамки простого перетворення арабських або англомовних слів у візуальні композиції.
Є каліграфіті і псевдо-каліграфіті. Псевдо-каліграфію вважають повною абстракцією, в якій літери можуть бути чи не бути розбірливими.
Практика каліграфіті бере свій початок на Близькому Сході і в Північній Африці приблизно в 1950-х роках, коли місцеві художники, шукаючи візуальну мову, почали включати арабські літери як графічні форми в свої твори.
Поширення каліграфіті стало набирати оберти на початку XXI століття, коли близькосхідні вуличні художники почали активно використовувати міські простори для мистецтва. Практика вуличного мистецтва особливо помітна під час хвилі народних протестів з 2010 по 2013 рік, які отримали узагальнюючу назву Арабська весна. Це сприяло залученню уваги до цього виду мистецтва. Художники, які працювали з каліграфіті, визнавали вплив близькосхідних колег.

## Характеристика
Створення каліграфіті являє собою складний процес. Його специфіка полягає в його парадоксальній природі, оскільки він складається з безлічі елементів, які здаються суперечливими:
- поєднання традицій і сучасності
- культурний обмін і політична диверсія
- краса і провокація
- точність і спонтанність
- філософічність і реакційність
- буквальність і метафоричність

Це вимагає від художника спільного бачення: від послання, яке він намагається передати, до форми букв і більш широкої картини, яку він створює. Поєднання графіті з художньою формою змушує автора задуматися і свідомо створювати твір, який викличе реакцію у глядача. Однак використання букв як художнього засобу вимагає практики, точності і передбачливості.